# Tupolev Tu-85
Tupolev Tu-85 (mã mật của không quân/bộ quốc phòng Hoa Kỳ là 'Type 31', tên mã mật của NATO là Barge) là một mẫu thử máy bay ném bom chiến lược của Liên Xô, được thiết kế dựa trên Tu-4.

## Tính năng kỹ chiến thuật (Tu-85/1)
Dữ liệu lấy từ Gordon, OKB Tupolev: A History of the Design Bureau and its Aircraft
Đặc điểm tổng quát
- Kíp lái: 11–12
- Chiều dài: 39,306 m (128,96 ft)
- Sải cánh: 55,96 m (183,6 ft)
- Chiều cao: 11,358 m (37,26 ft)
- Diện tích cánh: 273,6 m² (2.945 ft²)
- Trọng lượng rỗng: 54.711 kg (120.364 lb[3])
- Trọng lượng có tải: 76.000 kg (167.200 lb)
- Trọng lượng cất cánh tối đa: 107.292 kg (236.534 lb)
- Động cơ: 4 × Dobrynin VD-4K kiểu động cơ piston bố trí tròn, 3.200 kW (4.300 hp)  mỗi chiếc

 Hiệu suất bay 
- Vận tốc cực đại: 638 km/h (344 kn, 396 mph)
- Tầm bay: 12.000 km (6.500 nmi, 7.457 mi)
- Trần bay: 11.700 m (38.376 ft)
- Vận tốc lên cao: 17 m/s (3.280 ft/phút)
- Tải trên cánh: 277 kg/m² (57 lb/ft²)
- Công suất/trọng lượng: 170 W/kg (0,10 hp/lb)

Trang bị vũ khí

- Pháo: 10 × pháo 23 mm Nudelman NR-23
- Bom: Lên tới 18.000 kg (40.000 lb)